# Dollot
Dollot est une commune française située dans le département de l'Yonne et la région Bourgogne-Franche-Comté.

## Géographie
La commune de Dollot se trouve au nord-ouest du département de l'Yonne. Elle fait partie du Gâtinais en Bourgogne-Franche-Comté, et est traversée par une rivière : l'Orvanne.
Dollot a pour communes limitrophes : Vallery, Lixy, Brannay, Saint-Valérien, Montacher-Villegardin, Chéroy.
Sont rattachés au village douze hameaux qui se nomment : le Liard, la Mardelle aux Loups, le Vau Robert, les Ménagers, la Haute-Borne, le Vallon, le Mesnil, le Hameau, les Bruyères, Heurtebise, Bapaume et les Servantières.

### Climat
Pour des articles plus généraux, voir Climat de la Bourgogne-Franche-Comté et Climat de l'Yonne.
En 2010, le climat de la commune est de type climat océanique dégradé des plaines du Centre et du Nord, selon une étude du Centre national de la recherche scientifique s'appuyant sur une série de données couvrant la période 1971-2000. En 2020, Météo-France publie une typologie des climats de la France métropolitaine dans laquelle la commune est exposée à un climat océanique altéré et est dans la région climatique  Nord-est du bassin Parisien, caractérisée par un ensoleillement médiocre, une pluviométrie moyenne régulièrement répartie au cours de l’année et un hiver froid (3 °C). 
Pour la période 1971-2000, la température annuelle moyenne est de 10,7 °C, avec une amplitude thermique annuelle de 15,5 °C. Le cumul annuel moyen de précipitations est de 716 mm, avec 11,6 jours de précipitations en janvier et 7,8 jours en juillet. Pour la période 1991-2020, la température moyenne annuelle observée sur la station météorologique de Météo-France la plus proche, « La Brosse-Mx », sur la commune de La Brosse-Montceaux à 15 km à vol d'oiseau, est de 12,0 °C et le cumul annuel moyen de précipitations est de 652,9 mm. 
La température maximale relevée sur cette station est de 42,9 °C, atteinte le 25 juillet 2019 ; la température minimale est de −20,5 °C, atteinte le 17 janvier 1985,,. 
Les paramètres climatiques de la commune ont été estimés pour le milieu du siècle (2041-2070) selon différents scénarios d'émission de gaz à effet de serre à partir des nouvelles projections climatiques de référence DRIAS-2020. Ils sont consultables sur un site dédié publié par Météo-France en novembre 2022.

## Urbanisme

### Typologie
Au 1er janvier 2024, Dollot est catégorisée commune rurale à habitat dispersé, selon la nouvelle grille communale de densité à sept niveaux définie par l'Insee en 2022.
Elle est située hors unité urbaine et hors attraction des villes,.

### Occupation des sols
L'occupation des sols de la commune, telle qu'elle ressort de la base de données européenne d’occupation biophysique des sols Corine Land Cover (CLC), est marquée par l'importance des territoires agricoles (92 % en 2018), une proportion identique à celle de 1990 (92 %). La répartition détaillée en 2018 est la suivante : 
terres arables (85,8 %), zones agricoles hétérogènes (6,2 %), forêts (6,1 %), zones urbanisées (1,8 %). L'évolution de l’occupation des sols de la commune et de ses infrastructures peut être observée sur les différentes représentations cartographiques du territoire : la carte de Cassini (XVIIIe siècle), la carte d'état-major (1820-1866) et les cartes ou photos aériennes de l'IGN pour la période actuelle (1950 à aujourd'hui).

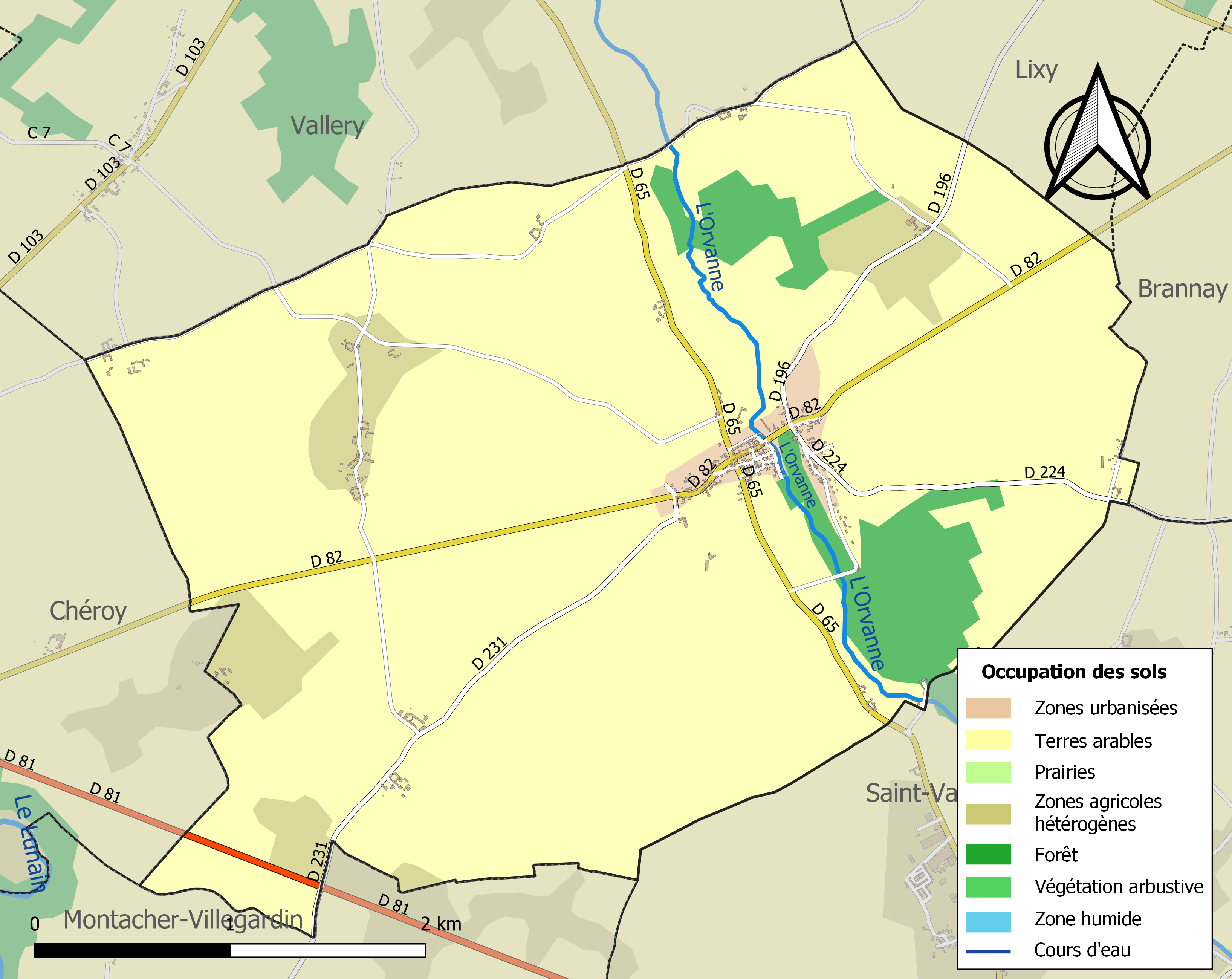
Carte des infrastructures et de l'occupation des sols de la commune en 2018 (CLC).

### Démographie
L'évolution du nombre d'habitants est connue à travers les recensements de la population effectués dans la commune depuis 1793. Pour les communes de moins de 10 000 habitants, une enquête de recensement portant sur toute la population est réalisée tous les cinq ans, les populations de référence des années intermédiaires étant quant à elles estimées par interpolation ou extrapolation. Pour la commune, le premier recensement exhaustif entrant dans le cadre du nouveau dispositif a été réalisé en 2004.

En 2022, la commune comptait 326 habitants, en stagnation par rapport à 2016 (Yonne : −1,95 %, France hors Mayotte : +2,11 %).
| 1793 | 1800 | 1806 | 1821 | 1831 | 1836 | 1841 | 1846 | 1851 |
| ---- | ---- | ---- | ---- | ---- | ---- | ---- | ---- | ---- |
| 440  | 376  | 435  | 440  | 457  | 517  | 533  | 521  | 537  |

| 1856 | 1861 | 1866 | 1872 | 1876 | 1881 | 1886 | 1891 | 1896 |
| ---- | ---- | ---- | ---- | ---- | ---- | ---- | ---- | ---- |
| 543  | 522  | 565  | 583  | 531  | 505  | 506  | 477  | 469  |

| 1901 | 1906 | 1911 | 1921 | 1926 | 1931 | 1936 | 1946 | 1954 |
| ---- | ---- | ---- | ---- | ---- | ---- | ---- | ---- | ---- |
| 486  | 466  | 417  | 386  | 393  | 362  | 359  | 314  | 334  |

| 1962 | 1968 | 1975 | 1982 | 1990 | 1999 | 2004 | 2006 | 2009 |
| ---- | ---- | ---- | ---- | ---- | ---- | ---- | ---- | ---- |
| 282  | 280  | 245  | 232  | 265  | 307  | 299  | 298  | 319  |

| 2014 | 2019 | 2022 | - | - | - | - | - | - |
| ---- | ---- | ---- | - | - | - | - | - | - |
| 329  | 316  | 326  | - | - | - | - | - | - |

## Politique et administration
| Période | Période | Identité          | Étiquette | Qualité |
| ------- | ------- | ----------------- | --------- | ------- |
| 2006    | 2014    | Janine LACZAK     |           |         |
| 2015    |         | Jean-Jacques NOËL |           |         |

## Histoire

### Présentation
Le nom du village évolua au fil des siècles, passant de Dodolatus, à Doeletum en 1182, puis entre le XVe siècle et le XVIe siècle Dolotum en 1695 Dolot et enfin Dollot en 1849. Ce territoire rural contient un témoignage assez riche de différentes périodes. Jusqu’à présent, la plus ancienne trace date de l’époque celtique où des populations passaient dans ce territoire. D’autres trouvailles viennent, quant à elles, de l’époque mérovingienne avec des tombes qui marquent une installation.
Le document le plus ancien, concernant Dollot, est un manuscrit datant de 1186 et qui relate de la concédassions de l’église de Dollot, aux religieux de l’abbaye de Saint-Jean-Lès-Sens, réalisée par l’archevêque Guy de Noyers. Ce document permet également d’avoir la plus ancienne trace de l’église.

### De la fin duIIIesiècleav. J.-C.au Moyen Âge
Des hachettes en pierres siliceuses datant de l’époque celtique (fin du IIIe siècle av. J.-C.), plus précisément de l'expansion celtique durant la Culture de la Tène, ont pu être trouvé sur les terres du village et conservé par des personnes locales.
En avançant, nous avons un témoignage de la période romaine avec des médailles du Haut-Empire Romain, mais aussi des traces d’une exploitation métallurgique ainsi que des dépôts de laitier de fer.
Puis nous arrivons à la période où le plus d’objets a été retrouvé, le Moyen Âge. Dans une partie du village, des corps inhumés ont été découverts à environ 30 cm de profondeur. Ces inhumations sont différentes les unes des autres, certaines sont en pierres tandis que d’autres sont à même le sol. D’autres cadavres ont été retrouvés dans une autre partie de Dollot se nommant le climat des Prés. Ces différentes découvertes ont été relatées dans la seconde moitié du XIXe siècle.
En ce qui concerne les inhumations, ce sont des années plus tard, en 1947, que des recherches plus poussées ont été réalisées. C’est par l’intervention de René Thomas, un radiesthésiste et habitant de Dollot, qu’une fouille sera effectuée. Ce travail a été menés sous la direction de J. Coudray et P. Parruzot, tous deux membres de la Société Archéologique de l’Yonne. Dans leur texte publié en 1948, ils expliquent toutes les étapes qu’ils ont franchis afin de mener à bien cette fouille. Tout d’abord un rapport préliminaire est fait dès le 16 octobre, avant de pouvoir y faire des fouilles. Des objets avaient déjà été retrouvés par R. Thomas et seront également étudié. Par la suite une étude du terrain est faite par les membres de la Société Archéologique. Le terrain est délimité à partir de la sépulture étudiée en octobre 1947 et ce sont au total huit sépultures qui sont découvertes. Des objets, tels que des parures (clous, ceinture, boucle de fer) mais aussi des armes (couteau, lames), ont été découverts près des corps. Ces sépultures sont datées de l’époque mérovingienne. Parallèlement une enquête fut menée auprès des habitants du village, afin d’apporter plus de précision. Au total trois visites sont faites sur le terrains étudié, ce sont donc pas moins de quinze sépultures qui sont découvertes. Les dernières tombes apparaissent dans une publication de 1952.

### La seigneurie
Au fil des années, bon nombre de seigneurs se sont succédé sur les terres du village. De 1180 à 1268, le village était sous la juridiction des religieux de Saint-Jean-de-Sens.
Puis, de 1268 à 1545, ce sont les abbés de Saint-Jean-de-Sens qui leur succédèrent.
De 1541 à 1575 c’est le seigneur Charles de Vollant (ou Volant).
De 1575 à 1597 nous avons Christophe 1er de Harlay, seigneur de Beaumont qui devient seigneur du village. 
De 1597 à 1617, c’est l’un de ses fils, Charles de Harlay qui succède à cette terre et devient baron de Dollot. Par la suite toute une liste de succession c’est faites dans la famille de Harlay sans avoir de date de début et de fin de règne. À la mort du baron, en 1617, c’est son petit neveu qui se nomme aussi Charles de Harlay qui devient baron de Dollot et d’Illins et capitaine de cavalerie. Ensuite c’est le frère de ce dernier, Achille II de Harlay, comte de Beaumont et procureur générale au Parlement. Puis c’est le fils d’Achille II, Achille III de Harlay qui devient seigneur des terres.
Puis d’une date incertaine à 1673 c’est le duc de Nemours, Jacques de Savoie, et sa femme, Elisée de Monliard qui sont les seigneurs.
Ensuite la seigneurie de Dollot est dirigée par monsieur le marquis de Moussy, de 1673 à 1722. En 1722, la seigneurie est vendue à Michel Ancel des Granges, qui était grand-maître des cérémonies de France, capitaine gouverneur et gouverneur du château de Brescon et de la ville d’Agde.
En 1780 lui succède Louis Gaétan de Thienne, seigneur de Ragay et Dollot, chevalier de l’ordre royal, avec sa sœur mademoiselle de Thienne.
C’est le neveu de Louis, Monseigneur Charles de Gaétan de Thienne, qui héritera des terres. Mais ce bien était partagé à moitié avec Collet de Charmoy. C. G. de Thienne fut le dernier seigneur de Dollot puisqu’il venda le château et ses fiefs à M. Body de la Chapelle.
Les seigneurs de Dollot avaient le titre de seigneurs de la Grosse Tour de Sens.  

## Culture et patrimoine

### Lieux et monuments

#### Le patrimoine religieux: l'église

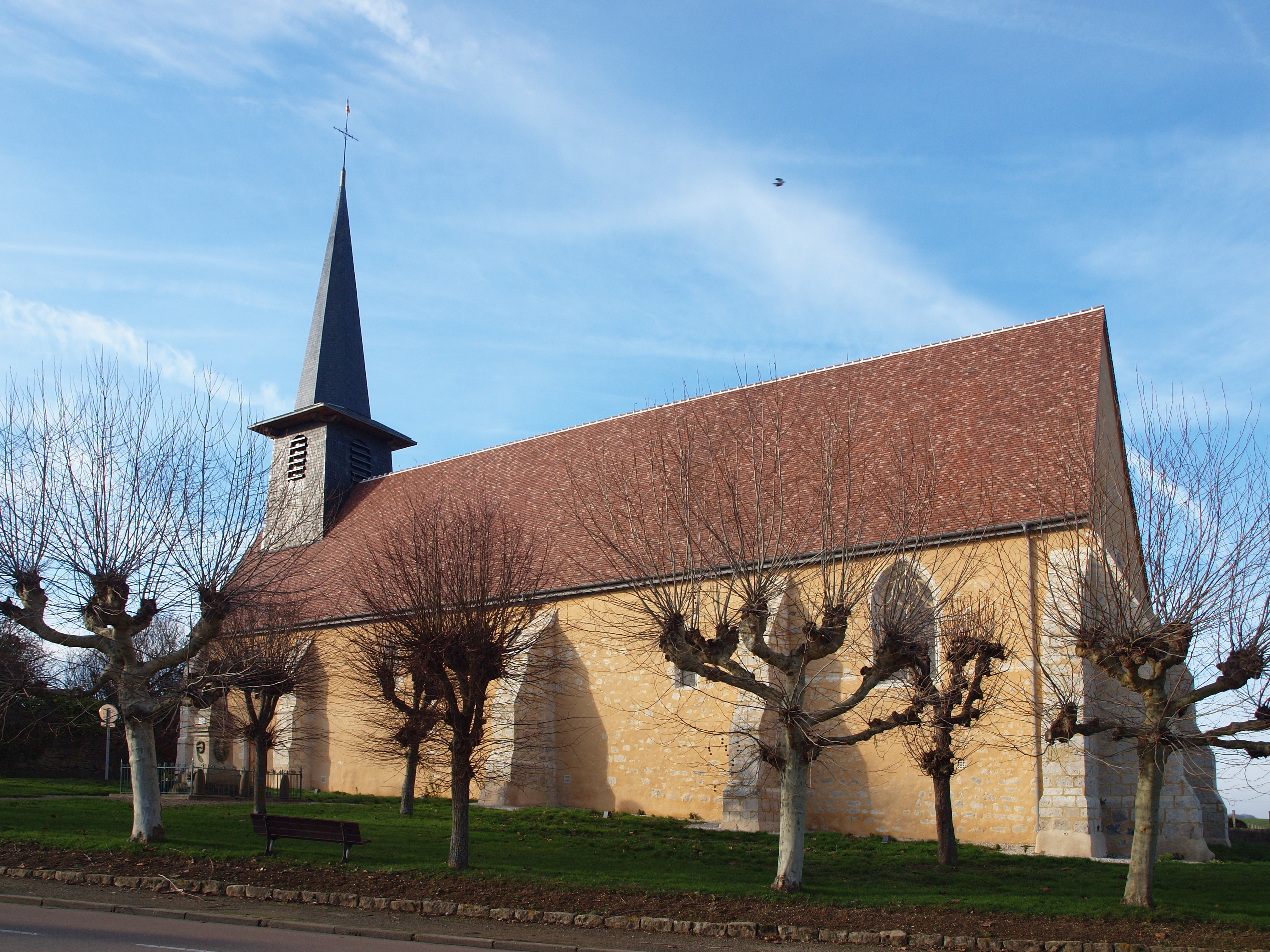
Église Saint-Germain de Dollot, vue côté route

L’église, dite de Saint-Germain, est située à l’Ouest, en direction de Chéroy, et domine le village par son élévation. L’édifice est de forme rectangulaire avec le chœur orienté au Nord-Est. L’église contient 14 contreforts tout autour. Son intérieur est composé d’un narthex, de la nef avec un bas-côté puis le chœur avec la sacristie. Elle possède un clocher situé à l’extrémité gauche, au-dessus du narthex. Ses murs sont ornés de nombreux vitraux, en grande majorité avec des scènes bibliques.
C’est une église-halle dont le plus ancien témoignage date de 1186 avec le manuscrit de donation de l’église.
Les seuls éléments protégés dans l’édifice, au titre de Monument Historique, sont trois statues : le Christ en croix, saint Germain et saint Loup.

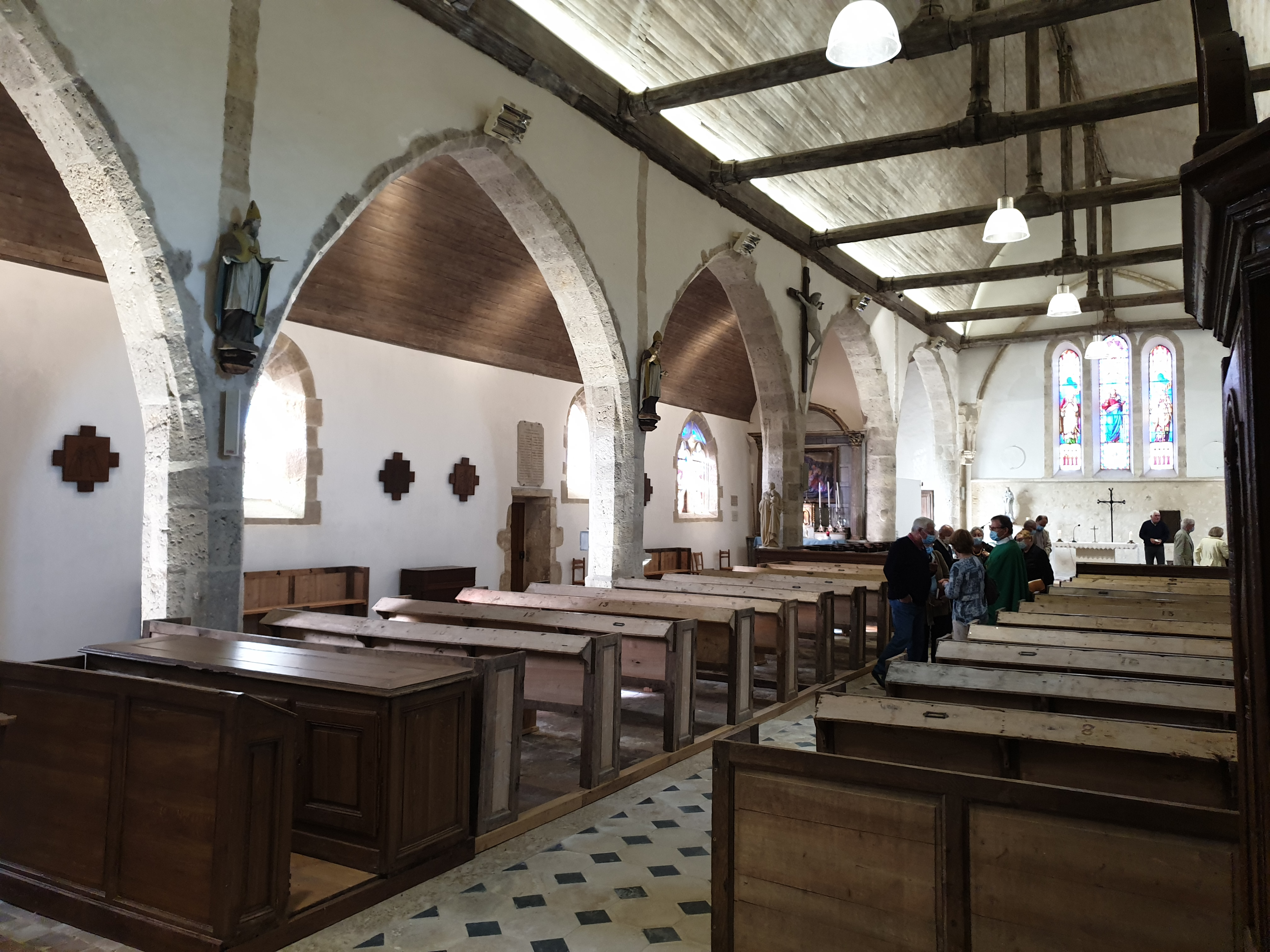
L'intérieur de l'église, vue sur la nef et le chœur.

L’édifice en lui-même contient une richesse architecturale. La partie avant de l’église, du narthex au milieu de la nef, daterait entre le XIe et le XIIIe siècle (art roman). En effet, divers éléments datent de cette tranche de siècle : les piliers octogonaux en pierre, les contreforts et l’arcature des vitraux. Tandis que dans la deuxième partie, de l’autre moitié de la nef au chœur, nous avons une architecture d’art gothique qui date du XVIe siècle. Dans ce côté, les vitraux sont plus grands avec des arcs en ogives. Nous avons également deux piliers d’angles du XIVe siècle, dans le chœur, qui attestent de la présence d’une ancienne voûte ogivale. La nef est, quant à elle, voûtée en bois cintrée datant du XVe siècle. L’église fut consacrée en 1534.
Au début du XVIIIe siècle, trois abjurations eu lieu, ces personnes abandonnant la religion du Calvin pour entrer dans l’église catholique.
Au début du XXe siècle, le clocher, jusque-là situé au milieu de l’édifice, fut déplacé pour être mis au-dessus du narthex. Et la sacristie, qui était du côté droit, fut détruite pour être placée à gauche du chœur, une partie du bas-côté fut bouché créer cette pièce. À cette même période, une grande majorité des vitraux sont refaits. Durant tout ce siècle, quelques petites rénovations sont faites. L’église a subi une sévère dégradation avec le temps et le peu de restaurations faites dans les premières années du XXe siècle. De 2016 à 2019, d’importants travaux furent réalisés à l’extérieur et à l’intérieur, afin de sauvegarder l’édifice.

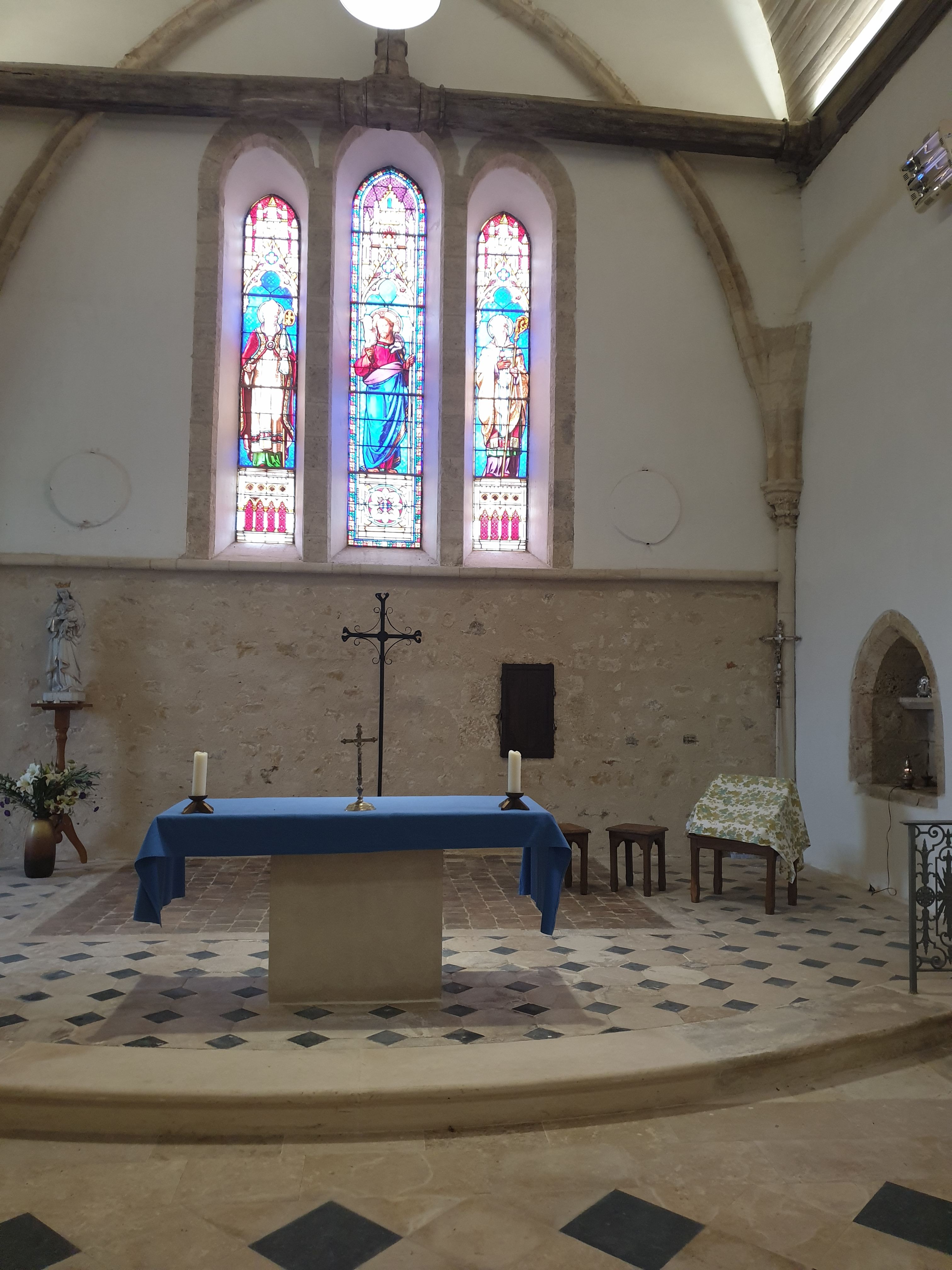
Chœur de l'église avec ses vitraux du début du XXe siècle et ses colonnes amputées.

#### Le château
Vers le Nord-Est du village, des bâtiments marquent la présence du château de Dollot. Il est situé entre la séparation de l’Orvanne avec, d’un côté, un étang artificiel qui était la source pour ses fossés. Le château rentre dans les codes architecturaux du XII-XIIIe siècle. Il possédait autrefois des tours aux angles qui étaient reliés par de hautes murailles avec, comme entrée, un système de pont levis. Il y avait également un donjon isolé au centre de la cour.
Une partie de sa fortification fut détruite au début du XVe siècle par les Anglais. Le châtelain de Dollot, indépendant des Anglais, réalise plusieurs raids sur les châteaux voisins de Sens. Mais au début de l’année 1426, le comte de Warvick (ou Warwich) eut l’autorisation de réunir des troupes afin d’assiéger Dollot et Diant qui ne cessaient de revenir piller et attaquer. Le siège du château dura une semaine, puis des parties de celui-ci furent démantelées afin d’éviter qu’il puisse se défendre. En parallèle, le château de Vallery fut aussi démantelé.
Lors de la Révolution, la tour au centre du château fut détruite et les restes servirent de colombier.
Au début du XIXe siècle, le château et les fiefs sont rachetés par Monsieur Body De La Chapelle, préfet de Cahors. Il entreprit de nombreuses destructions dans le château, telles que les bâtiments qui étaient sur les murs d’enceinte et le reste de la tour centrale. Puis, au milieu de ce siècle, une tour fut détruite pour être remplacée par le logis d’un fermier. Le château et les fiefs seront revendus individuellement. Le bâtiment d’entrée est l’un des seuls éléments à avoir survécu et est toujours visible depuis la route.

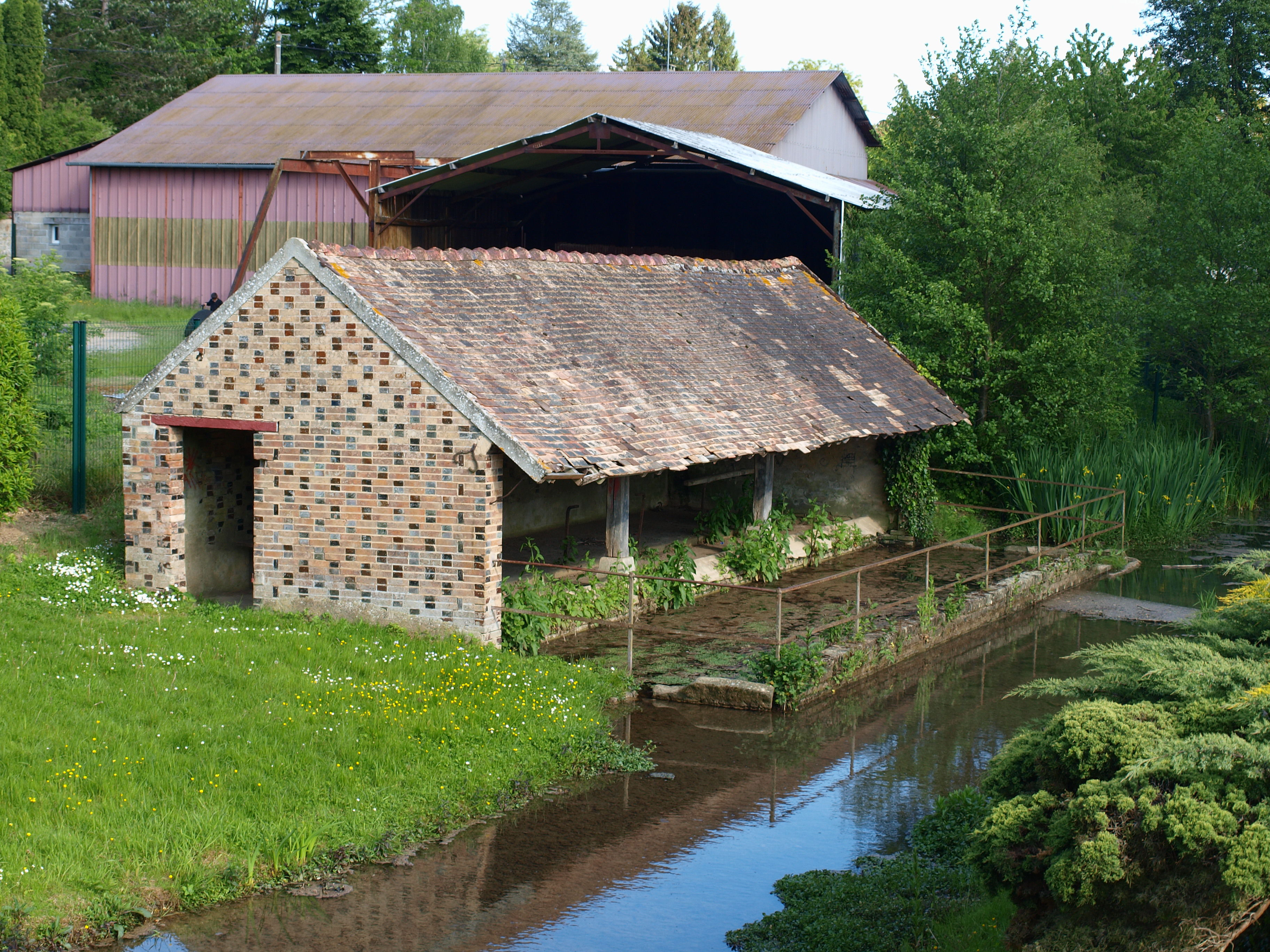
L'ancien lavoir de Dollot, au bord d'une des divisions de l'Orvanne.

Actuellement, le château de Dollot est scindé en deux propriétés privées.

#### La rivière
Le village est traversé par l’Orvanne. Elle prend sa source dans un lavoir, situé à Saint Valérien, pour rejoindre le Loing à Moret sur Loing. Cette rivière traverse au total 13 communes. Elle est la source d’un étang dans Dollot, près du château, et servait de basse à remplir les fossés de celui-ci.  

#### Le lavoir
À l’Est du village, au bord de l’Orvanne, le bâtiment qui servait autrefois pour laver son linge subsiste toujours.

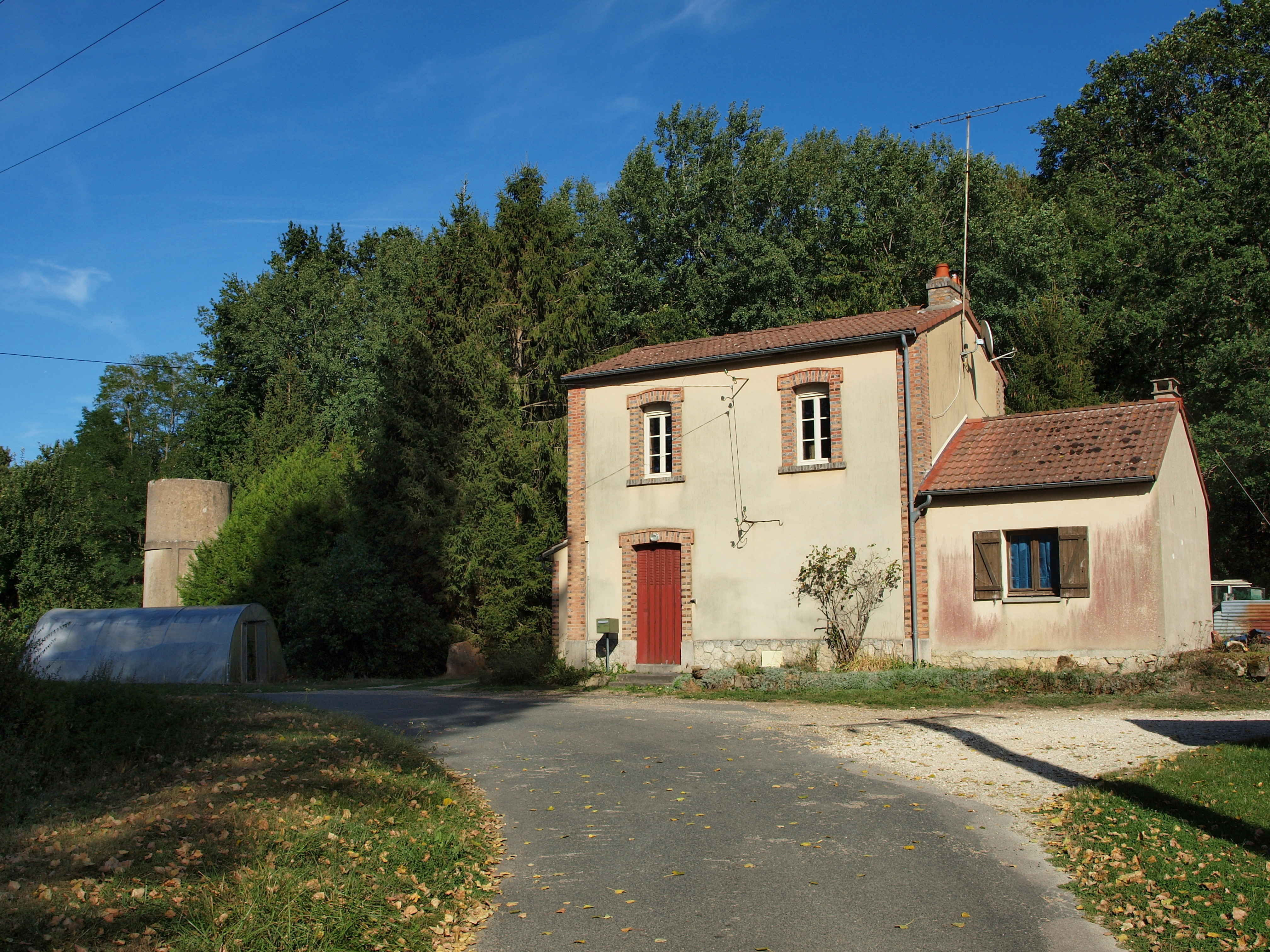
Bâtiment de l'ancienne gare de Dollot-Vallery

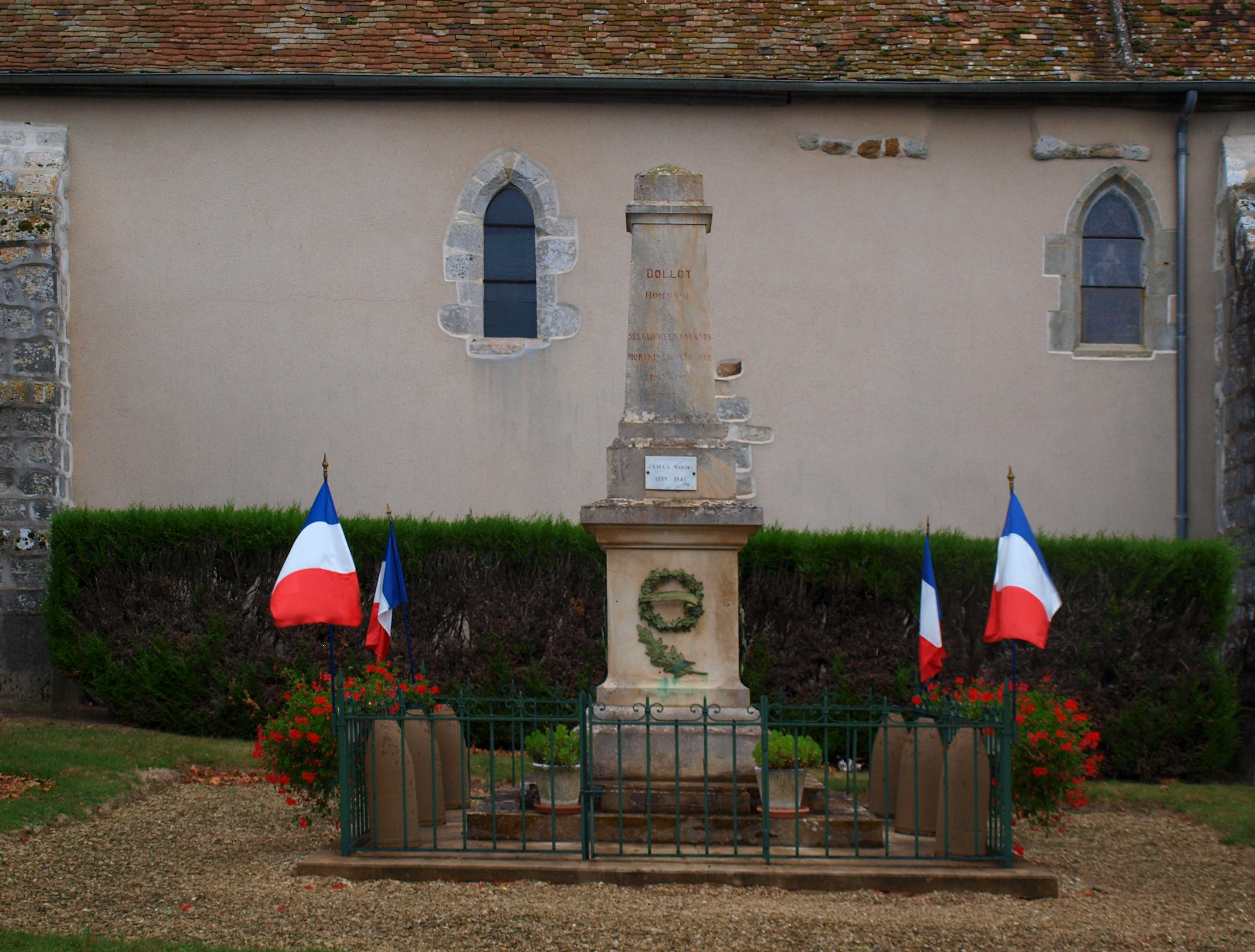
Monument aux morts de Dollot, lors d'une cérémonie

#### L'ancienne gare
Au Sud-Est du village, nous retrouvons une maison avec une architecture assez atypique, qui peut se retrouver dans les communs autour puisqu’il s’agit du bâtiment de l’ancienne gare. Le bâtiment contient toujours l’inscription de la gare : Dollot-Vallery. Cette voie allait à Saint-Valérien, situé au Sud de Dollot.
La ligne de chemin de fer est créée en 1901 pour desservir de Sens à Egreville (42 km). Elle se développa très vite et connait un apogée vers 1925 avant de commencer à décliner vers 1930. Cependant, la ligne obtient une prolongation lors de la Seconde Guerre mondiale avant de s’éteindre complètement en 1959. Les bâtiments de gare avaient la même composition intérieure : au rez-de-chaussée, la salle d’attente avec guichet et le bureau du chef de gare, à l’étage, les appartements pour le chef de gare et sa famille, et un appentis dehors pour les toilettes. Actuellement, le bâtiment de la gare a été reconverti en maison. L’endroit où se situaient les rails montre encore des traces et le pont, qui servait pour la gare, est encore debout puisqu’il sert aux promeneurs.

#### Le monument aux morts
Le monument aux morts est situé à côté de l’église. Il est d’une composition assez sobre, avec la liste des Dollotiens morts pour la France au cours de la Première Guerre mondiale.
En guise de décors, nous avons des lettres en bronze formés par des branches de laurier. Le monument est encadré par d’anciens obus et une petite grille.  

### Événements
- La Ronde des 16 clochers est une course sportive, voire une animation sportive, traversant seize villages, dont Dollot, ce qui explique son nom.
- Un vide grenier a lieu chaque année à Dollot, généralement le premier week-end d'octobre.
- La bibliothèque de Dollot est ouverte en période scolaire, tous les mardis soir.
- Une cérémonie est réalisée, le 11 novembre et le 8 mai, en mémoire des combattants, devant le monument aux morts.
- Des messes sont dites durant l'année, le samedi soir.